# Franska öppna 2019
Franska öppna 2019 var en Grand Slam-turnering i tennis som spelades mellan den 26 maj och den 9 juni på Stade Roland Garros i Paris. Turneringen var den 118:e i ordningen. I tävlingen deltog seniorspelare i singel, dubbel och mixed dubbel samt juniorer och rullstolsburna i singel och dubbel.

## Mästare

### Seniorer

#### Herrsingel
- Rafael Nadal besegrade  Dominic Thiem, 6–3, 5–7, 6–1, 6–1

#### Damsingel
- Ashleigh Barty besegrade  Markéta Vondroušová, 6–1, 6–3

#### Herrdubbel
- Kevin Krawietz /  Andreas Mies besegrade  Jérémy Chardy /  Fabrice Martin, 6–2, 7–6(7–3)

#### Damdubbel
- Tímea Babos /  Kristina Mladenovic besegrade  Duan Yingying /  Zheng Saisai, 6–2, 6–3

#### Mixed dubbel
- Latisha Chan /  Ivan Dodig besegrade  Gabriela Dabrowski /  Mate Pavić,  6–1, 7–6(7–5)

### Juniorer

#### Pojksingel
- Holger Vitus Nødskov Rune besegrade  Toby Alex Kodat, 6–3, 6–7(5–7), 6–0

#### Flicksingel
- Leylah Annie Fernandez besegrade  Emma Navarro, 6–3, 6–2

#### Pojkdubbel
- Matheus Pucinelli de Almeida  /  Thiago Agustín Tirante besegrade  Flavio Cobolli /  Dominic Stephan Stricker, 7–6(7–3), 6–4

#### Flickdubbel
- Chloe Beck /  Emma Navarro besegrade  Alina Charaeva /  Anastasia Tikhonova, 6–1, 6–2